# Gimnazjum w Szawlach
Gimnazjum w Szawlach (lit. Šiaulių Juliaus Janonio gimnazija, ros. Шавельская гiмназия) – szkoła w Szawlach, jedna z najstarszych szkół średnich na terenie obecnej Litwy założona w 1851 roku, istniejąca w Litwie międzywojennej oraz w czasach współczesnych. 
Męskie gimnazjum klasyczne przeniesione zostało ze Świsłoczy w 1851 roku, przekształconego w seminarium ludowe dla nauczycieli. Od 1920 do 1928 roku szkoła istniała pod nazwą Szawelskiego Gimnazjum Państwowego (lit. "Šiaulių valstybinė gimnazija"), po 1928 roku jako "Šiaulių valdžios berniukų gimnazija", a od 1946 roku nosi imię Juliusa Janonisa. Oficjalna nazwa szkoły brzmi "Juliaus Janonio gimnazija" – swą siedzibę ma przy ul. Tylżyckiej 137 (Tilžės g. 137). 

## Absolwenci
Do znanych wychowanków szawelskiego gimnazjum należą m.in. Gabrielius Landsbergis-Žemkalnis, Bronisław Żongołłowicz, Mykolas Biržiška, Bolesław Butkiewicz.